# Dygowo (stacja kolejowa)
Dygowo – stacja kolejowa, w województwie zachodniopomorskim, w powiecie kołobrzeskim, w gminie Dygowo, 1 km na północ-północny wschód od centrum Dygowa. Przez stację przebiega jednotorowa zelektryfikowana linia kolejowa nr 404. Na przystanku zatrzymują się pociągi osobowe REGIO. Stację kolejową otwarto w 1859 roku.

## Ruch pasażerski
| Rok  | Wymiana pasażerska na dobę |
| ---- | -------------------------- |
| 2017 | 10-19                      |
| 2022 | 20-49                      |

## Połączenia
- Kołobrzeg
- Białogard
- Szczecinek
- Piła
- Poznań